# كتلة برلمانية
الكتلة البرلمانية أو الكتلة النيابية (بالإنجليزية: Parliamentary group)‏ هو تكتل لأعضاء من نفس الحزب أو التحالف الإنتخابي  في البرلمان أو المجلس البلدي. في معظم البرلمانات، يسمح الدستور للكتل الانتخابية بالاستفادة من مزايا معينة (وقت التحدث، نائب الرئيس، اللجان، تشكيل الحكومة، ..).
الفصيل السياسي هو مجموعة من الأشخاص لديهم هدف سياسي مشترك، وخاصة مجموعة فرعية من حزب سياسي، الذين تختلف اهتماماتهم أو آرائهم عن اهتمامات بقية أعضاء الحزب السياسي. يمكن أن تؤدي الصراعات داخل الفصيل إلى انقسام الحزب السياسي إلى حزبين سياسيين
في( المجلس الوطني) يتحدث المرء عن فصيل عندما يجتمع ما لا يقل عن 5 أعضاء من نفس الحزب. ففي( المجلس الاتحادي) على سبيل المثال، يمكن لخمسة أعضاء على الأقل أن يجتمعوا معًا لتشكيل مجموعة برلمانية. وإذا وافق المجلس الاتحادي، فيمكن لأقل من 5 أعضاء تشكيل مجموعة برلمانية.